# Afrodísias
Afrodísias era uma cidade em Cária, agora parte da Turquia moderna, a cerca de 230 km (142,5 milhas) de Izmir, localizada ao lado da vila moderna de Geyre. Como o seu nome indica, foi "baptizada" em honra a Afrodite, a deusa grega do Amor. De acordo com a Suda, antes de ser conhecida como Afrodísias, a cidade tivera três nomes anteriores: Lelegon Polis (cidade dos Leleges), Megale Polis, e Ninoë.
A cidade foi construída perto de uma pedreira de mármore, que foi extensivamente explorada nos períodos Helenístico e Romano, e as esculturas em mármore de Afrodísias tornaram-se famosas no mundo romano. Muitos exemplos de estatuária foram desenterrados em Afrodísias, e alguns sobreviveram de outras partes do mundo Romano.
As escavações mais recentes foram começadas por Kenan Erim sob a égide da Universidade de Nova Iorque em 1962 e continuam a ser feitas, actualmente lideradas pelo Professor Christopher Ratté (na Universidade de Nova Iorque) e pelo Professor R. R. R. Smith (na Oxford University). Previamente o local fora escavado em 1904-5 por um engenheiro ferroviário Francês, Paul Gaudin. Como muitas pedras monumentais foram reutilizadas nas muralhas da cidade na Antiguidade Tardia, muitas inscrições puderam e podem ser facilmente lidas por quem visite a área, sem precisar de nenhuma escavação; por essa razão, a cidade tem sido visitada e inscrições registadas repetidamente nos tempos modernos, desde os princípios do século XVIII.
O local está numa zona de terramotos e sofreu muitos danos em muitas alturas, especialmente nos séculos IV e VII. Outra complicação foi que um dos terramotos do século IV tornou partes da cidade propensas a inundações.
Podem ser vistas evidências de canalização de emergência instaladas para combater este problema. Afrodísias nunca se recuperou totalmente do terramoto do século VII, e caiu em ruínas. Parte da cidade foi coberta pela vila moderna de Geyre; algumas das casas foram removidas no século XX para revelar a antiga cidade. Uma nova Geyre foi construída a pouca distância.

## Templo de Afrodite

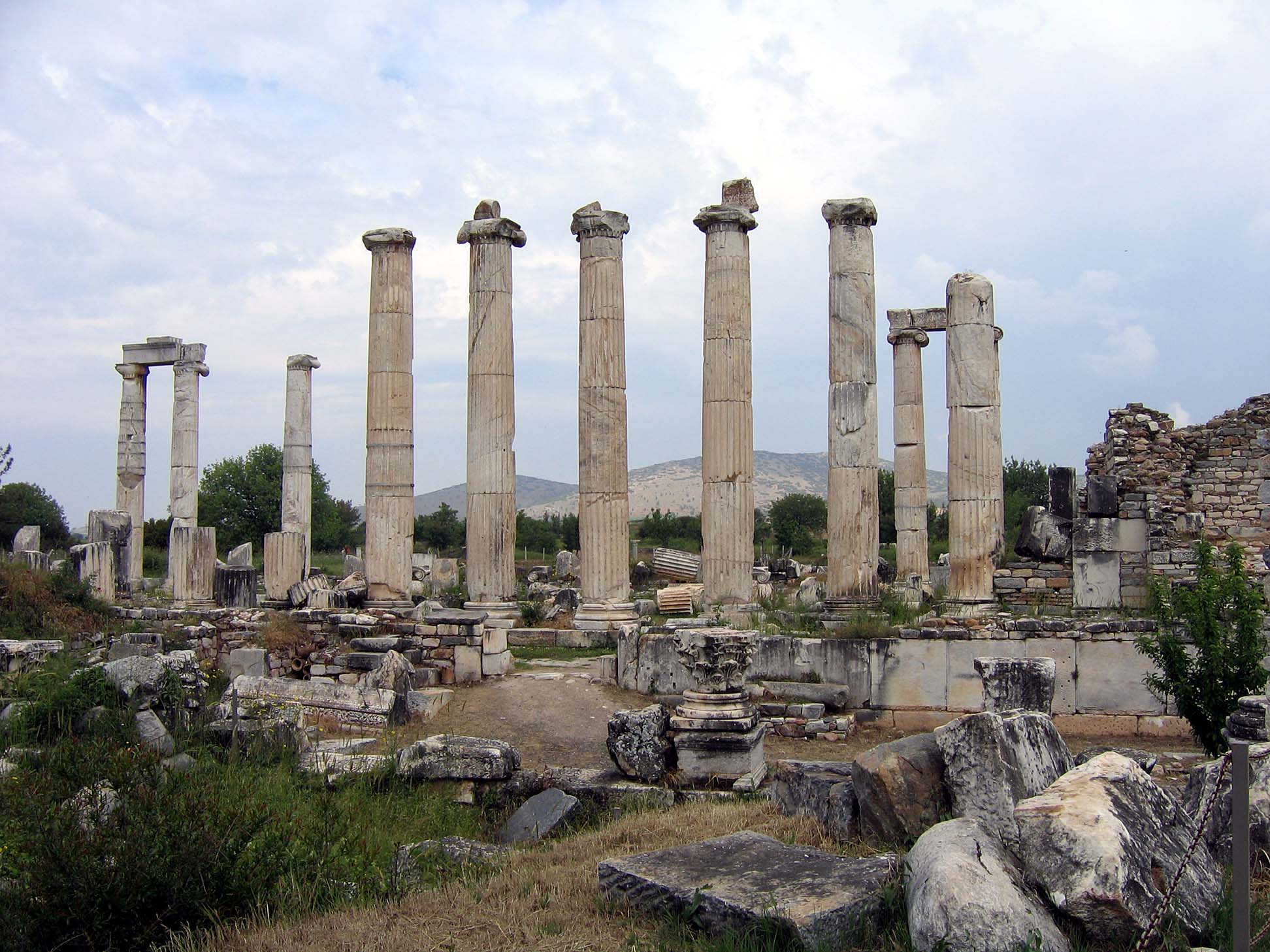
Ruínas do templo de Afrodite

O Templo de Afrodite era e ainda é um ponto focal da cidade, mas o aspecto do edifício foi alterado quando se tornou uma basílica Cristã. Os escultores de Afrodísias tornaram-se famosíssimos e a escola de escultura era muito produtiva; muitos dos seus trabalhos podem ser vistos no local e no museu. Muitas estátuas intactas foram descobertas na região da ágora, e experiências e peças inacabadas apontam para uma verdadeira escola. Sarcófagos foram recuperados em vários locais, muito frequentemente decorados com desenhos que consistem em histórias e séries. Pilastras foram encontradas, mostrando o que é descrito como "pergaminhos povoados" com figuras de pessoas, pássaros a animais entrelaçados em folhas de acanto. Os escultores beneficiavam de uma grande reserva de mármore à mão.

## Outros edifícios e descobertas

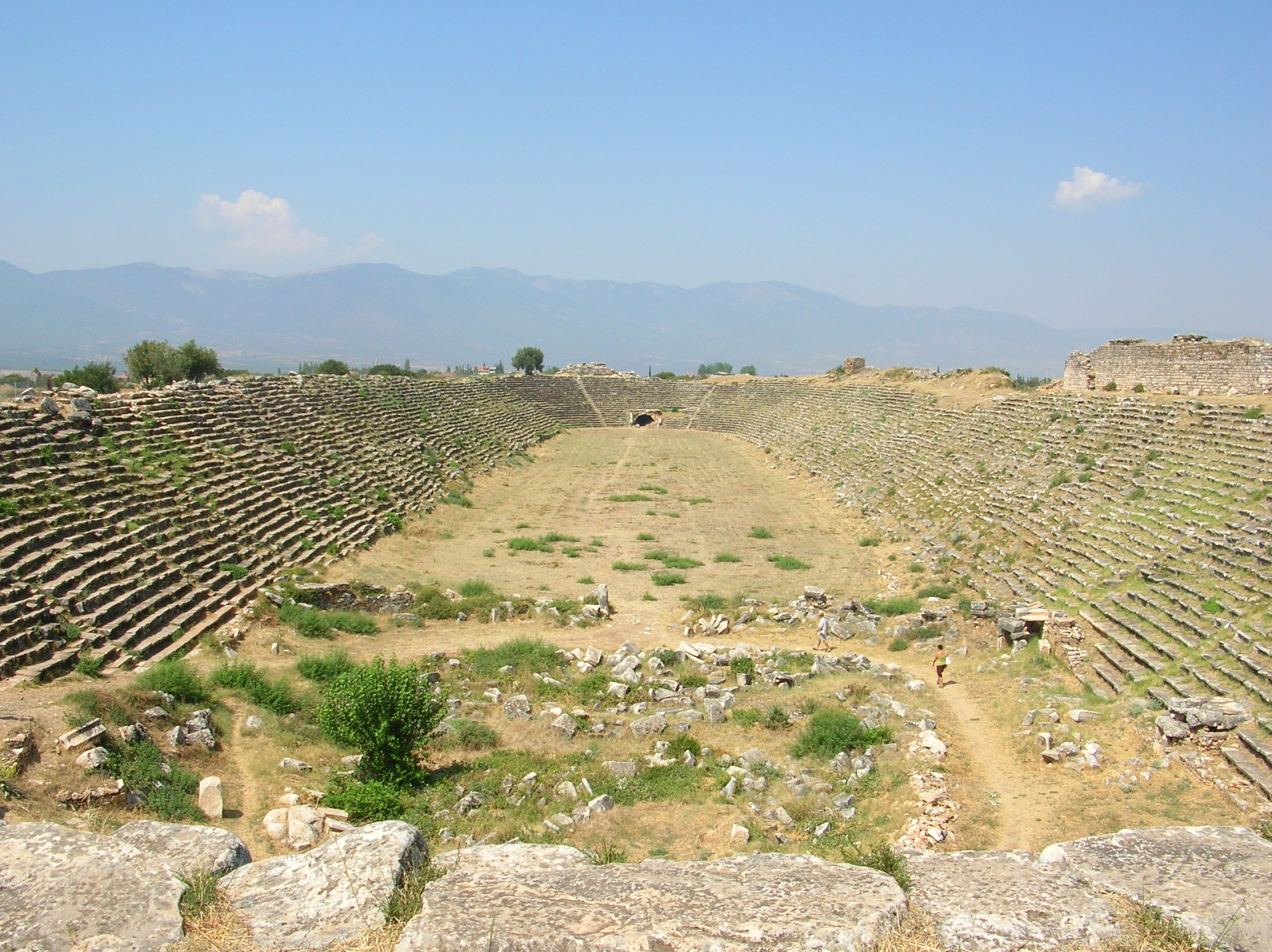
O estádio

Há muitos outros edifícios notáveis, incluindo o estádio que é dito como sendo provavelmente o mais bem preservado do seu tipo no Mediterrâneo. Mede 262 por 59 m e era utilizado para eventos atléticos até o teatro ter sido muito danificado por um terramoto do século VII, sendo parte do estádio convertido para eventos que antes tinham lugar no teatro.
Escavações em Afrodísias descobriram uma importante inscrição judaica cujo contexto não é claro. A inscrição, em grego, enumera doações feitas por numerosos indivíduos, dos quais muitos são classificados como 'theosebeis', ou tementes a Deus. Parece claro, através de provas comparativas das inscrições na sinagoga de Sardes e do Novo Testamento, que tais tementes a Deus eram provavelmente gentios interessados que se ligavam à comunidade judia, sustentando a sinagoga e talvez frequentando-a. A extensão geográfica de evidências sugerem que isto era um fenómeno comum na Ásia Menor durante o período romano.